# Rubens de Arruda Ramos
Rubens de Arruda Ramos (Lages, 3 de janeiro de 1913 — , 1964) foi um advogado e jornalista brasileiro.
Filho de Vidal Ramos Neto e de Maria Arruda Ramos.
Formado em direito pela Faculdade de Direito de Florianópolis, em 1937.
Iniciou sua carreira jornalística em 1933, no jornal República, órgão do Partido Liberal Catarinense.
Casou-se com Gessen da Costa Ramos.
Pai de Sérgio da Costa Ramos.
Em Florianópolis é homenageado com a designação oficial da avenida Beira Mar Norte.
Na avenida Rubens de Arruda Ramos, mais conhecida como avenida Beira Mar Norte, existe um monumento em homenagem ao jornalista, com os dizeres: "De bem com o bem, de mal com o mal".